# حروب الجاهلية
حروب الجاهلية أو حروب أيام الجاهلية أو أيام العرب يُقصد بها الحروب التي كانت قبل نبوة محمد صلى الله عليه وسلم خاتم المرسلين، وكانت في العادة بين قبائل البادية إلا أنه أيضًا وجدت حروب بين ممالك من الحاضرة كحروب المناذرة والغساسنة، تزعم مصادر أن الحروب في تلك الفترة بلغت 1700 حربًا لم يصل لنا منها بالتفصيل إلا النزر القليل.